# Robben Island
Robben Island (in afrikaans Robbeneiland) è un'isola del Sudafrica. Si trova nella baia della Tavola, 13 km al largo di Città del Capo. Il nome originale olandese "Robbeneiland" (in seguito anglicizzato in "Robben Island") significa "isola delle foche", con riferimento alla popolazione di otarie che si trovava sull'isola quando vi giunsero i primi europei. L'isola è stata dichiarata nel 1999 Patrimonio dell'Umanità dall'UNESCO.

## Geografia

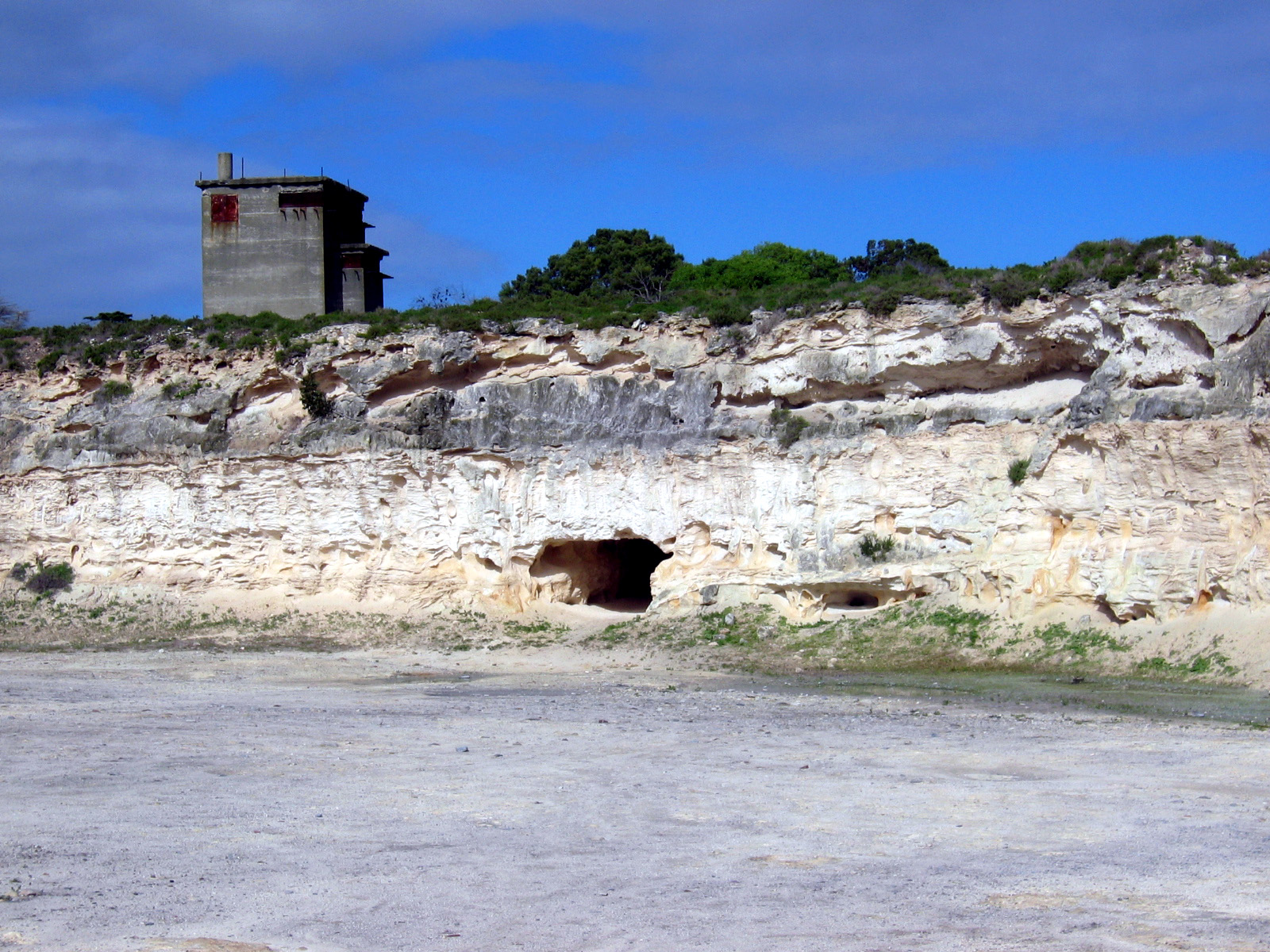
La cava dove venivano fatti lavorare i prigionieri

Robben Island è pressappoco circolare e estesa circa cinque chilometri. È pianeggiante e si trova solo a pochi metri sopra il livello del mare, a causa di antichi fenomeni di erosione. Geologicamente, è composta soprattutto da rocce metamorfiche del periodo Precambriano.

## Storia
Robben Island fu abitata inizialmente migliaia di anni fa da uomini dell'età della pietra, in un tempo in cui il livello del mare era considerevolmente inferiore rispetto a oggi e l'isola si poteva raggiungere a piedi dalla costa continentale. Verso la fine dell'ultima Era glaciale, lo scioglimento delle antiche calotte polari fece innalzare il livello del mare e la terra intorno all'isola fu allagata dall'oceano.
Sin dalla fine del XVII secolo, Robben Island venne adibita dai coloni europei a carcere; tra i suoi primi ospiti fissi c'erano capi politici provenienti da varie colonie olandesi, inclusa l'Indonesia.
Dal 1836 al 1931 l'isola fu utilizzata come colonia per lebbrosi, e nel XX secolo divenne tristemente nota come carcere per prigionieri politici nel periodo dell'apartheid. Famosi tra questi vi furono Nelson Mandela, Walter Sisulu, Govan Mbeki e Robert Sobukwe. L'autobiografia di Mandela, Lungo cammino verso la libertà, dedica molti capitoli alla descrizione della vita nella prigione di Robben Island. Nel periodo in cui l'isola fu una prigione, le misure di sicurezza erano molto rigide ed era vietato l'accesso a quasi tutti i civili, pescatori inclusi. Negli anni i prigionieri si organizzarono: per migliorare la loro permanenza nell'isola, fondarono delle squadre di calcio, con campionati regolamentati e una federazione interna (Makana Football Association), come racconta il film Molto più di un gioco. Prima degli anni ottanta, quasi nessun capetoniano aveva mai visto l'isola.

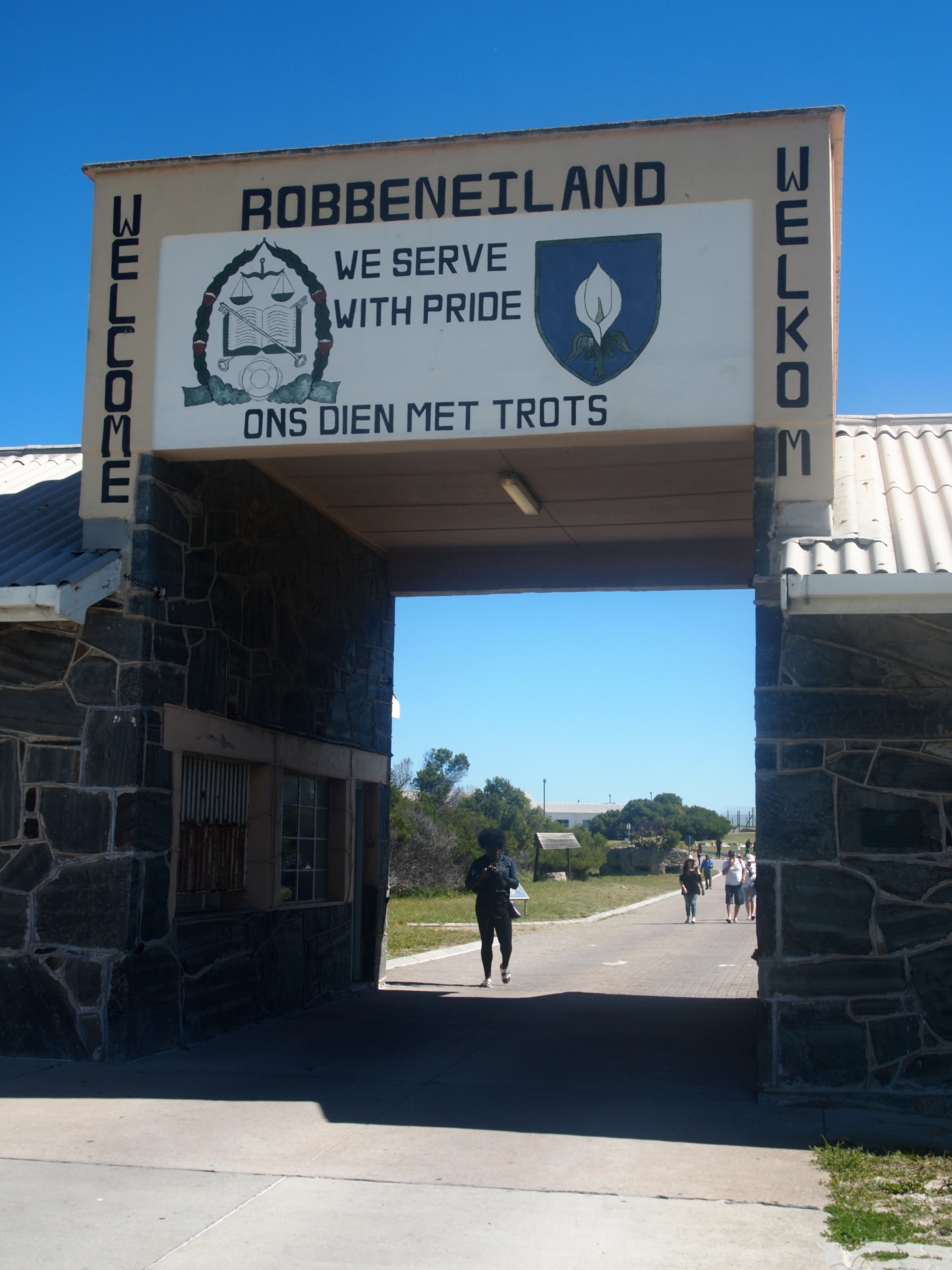
L'ingresso al sito Unesco di Robben Island.

## Fauna
Quando gli Olandesi arrivarono nella zona circa 400 anni fa, i soli animali presenti sull'isola erano foche e uccelli. L'uomo in seguito introdusse specie non endemiche come una piccola antilope e tartarughe giganti delle Galápagos o delle Seychelles (che oggi sembrano però estinte). Vi si trovano anche pinguini africani e molte altre specie di uccelli marini.
Il 23 giugno 1999, l'affondamento di una nave cargo, e il conseguente riversamento in mare di petrolio, ha devastato la colonia di pinguini di Robben Island (che all'epoca contava circa 23.000 individui). Le operazioni di soccorso, protrattesi per diversi anni e costate complessivamente 15 milioni di dollari, sono riuscite a ridurre gli effetti di questa catastrofe ecologica.

## Turismo
Robben Island oggi é una meta turistica per i visitatori. Con un traghetto i visitatori in quarantacinque minuti arrivano sull'isola.